# Rades
Rades (arabă رادس) este un oraș portuar din Guvernoratul Ben Arous, Tunisia.